# 黄头拟鹂
，是雀形目拟鹂科的一种鸟类，属于单型的黄头拟鹂属（学名：Gymnomystax）。
黄头拟鹂体重约98克，翼长约12.52厘米，喙宽度约6.7毫米，喙厚度约9.8毫米，嘴峰长约32.4毫米，跗蹠长约33.2毫米，尾长约10.50厘米。
黄头拟鹂是留鸟，栖息在森林，它们是杂食性动物。它们分布在哥伦比亚东部至委内瑞拉、圭亚那、巴西亚马逊州和秘鲁东北部。